# 伊莎多拉·邓肯
伊莎多拉·邓肯（英語：Isadora Duncan；1877年5月26日—1927年9月14日），美国舞蹈家，现代舞的创始人，是世界上第一位披头赤脚在舞台上表演的舞者。

## 出生
邓肯原名为安琪拉·伊莎多拉·邓肯（英語：Angela Isadora Duncan），出生于加利福尼亚州旧金山，父亲是银行家，矿业工程师和艺术鉴赏家约瑟夫·查尔斯·邓肯（1819–1898）和母亲玛丽·伊莎多拉·格雷（1849–1922）生的四个孩子中的最小的一个。 她的兄弟是奥古斯丁·邓肯，和雷蒙德·邓肯； 她的姐姐伊丽莎白·邓肯也是一名舞者。艾莎道拉（Isadora）出生后不久，她的父亲就被遭受了非法银行交易，家庭变得非常贫穷。
在婴儿时期，因她父母离异，随做家庭音乐教师的母亲为生，家境贫寒，她从小具有对舞蹈的热爱和天份，但没有受过正规舞蹈教育 ，曾有机会学习芭蕾舞，但只上了三课，由于忍受不了死板严格的程式化教学而拒绝继续学习。由于她的家人很穷，她和她的三个兄弟姐妹通过向当地儿童教授舞蹈来赚钱。
她完全依靠自学，读了大量文学作品，从绘画、诗歌、音乐、雕塑、建筑等各种艺术中吸取营养，将解释性舞蹈提高到了创造性的艺术地位，主张舞蹈应建立在自然的节奏和动作上，以本能的舞蹈节奏出发去诠释音乐。
1896年，邓肯成为纽约奥古斯丁·达利（Augustin Daly）剧院公司的一部分，但很快她就对形式失去了幻想，并渴望在一个等级较低的环境中谋生。　她的父亲以及他的第三任妻子和他们的女儿于1898年去世，当时他们乘坐的英国的客轮金神號在康瓦爾郡海岸搁浅。

## 即兴创作

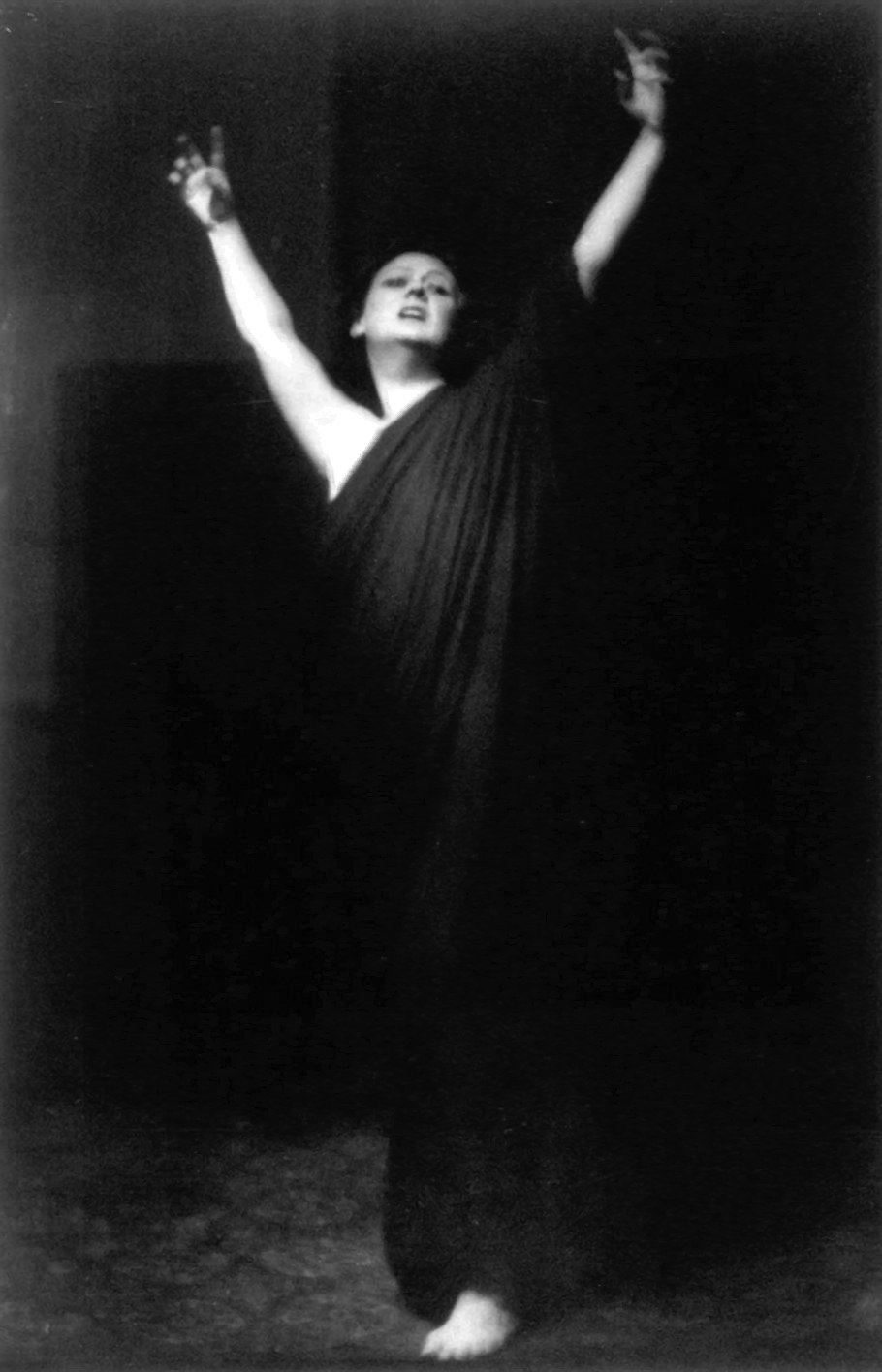
邓肯的演出照

她的舞蹈动作完全自由，从人为的技术性限制中解放出来，摆脱对辉煌而空洞的动作技巧的依赖，随兴而发，经常有即兴创作，她曾评价说：“舞蹈是一种伟大的原始艺术，是一种能唤醒其他艺术的艺术”。她为使现代舞发展成为一种重要的舞蹈艺术铺平了道路。她的著作有《邓肯女士自传》和《论舞蹈艺术》。她的舞蹈艺术确实刺激了当时许多艺术领域，雕塑家为她雕像，画家为她作画，作曲家为她作曲，诗人为她作诗，她成为欧洲当时的明星。

## 影響

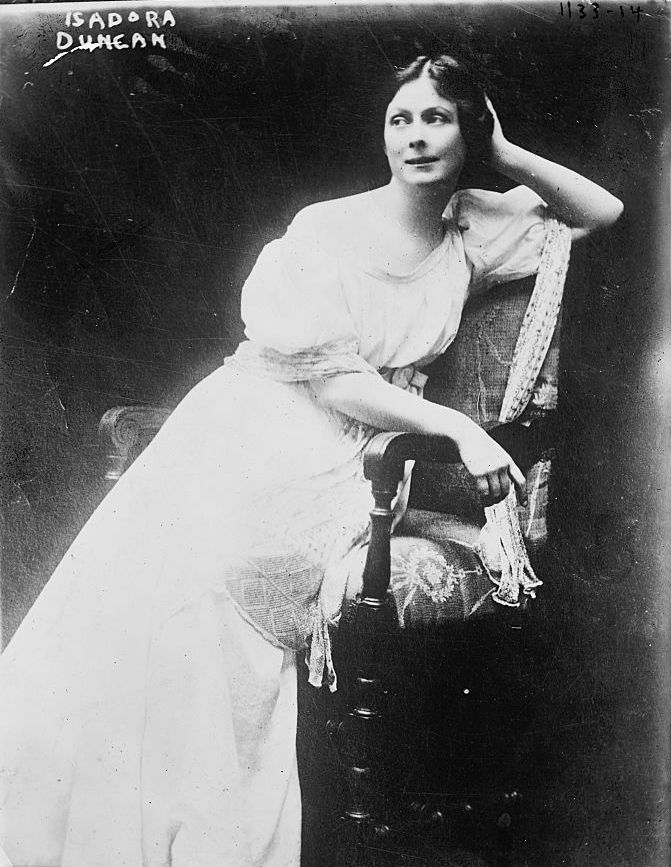
艾莎道拉·邓肯

她的舞蹈创新一开始在美国并没有受到重视，1897年她前往英国、法国，她的舞蹈艺术受到欧洲第一流的诗人、画家、音乐家、雕塑家等艺术家的重视，她先后在欧洲各地旅行，在布达佩斯的上演首先引起轰动，逐渐成为欧洲著名的舞蹈家，她到欧洲各地访问博物馆，她到意大利和雅典拜访希腊罗马的古代艺术，从中吸取艺术营养，她的舞蹈迅速风靡全欧洲，她在欧洲各地创办舞蹈学校，培养年轻的自由技巧舞蹈演员。
在访问俄罗斯时，对请愿工人被枪杀感到震惊。1920年，应新成立的苏联政府邀请，在莫斯科创办舞蹈学校，并将国际歌创编成舞蹈，免费教育孩子，后来加入苏联国籍。其后为了为学校筹集经费，又回到美国演出，受到当时反共情绪强烈的美国政府层层阻挠，但观众对她的舞蹈反应热烈，她曾在波士顿舞台上边挥舞红色围巾、边裸露胸部，呐喊“这是红色，我也是红色的，这是生命与活力的颜色”，因此被市长以“有伤风化”名义禁演。
她一生蔑视传统的道德和“风化”，她访问南美洲，对当地下层流行的探戈舞大感兴趣，在上流社会的宴会上她跳起探戈，引起阿根廷贵族的反感。

## 私人生活
在专业和私人生活上，邓肯都藐视传统习俗和道德。她曾先后和匈牙利演员贝列吉，英国演员和劇場設計師克莱格，美国犹太人缝纫机大王辛羽同居。

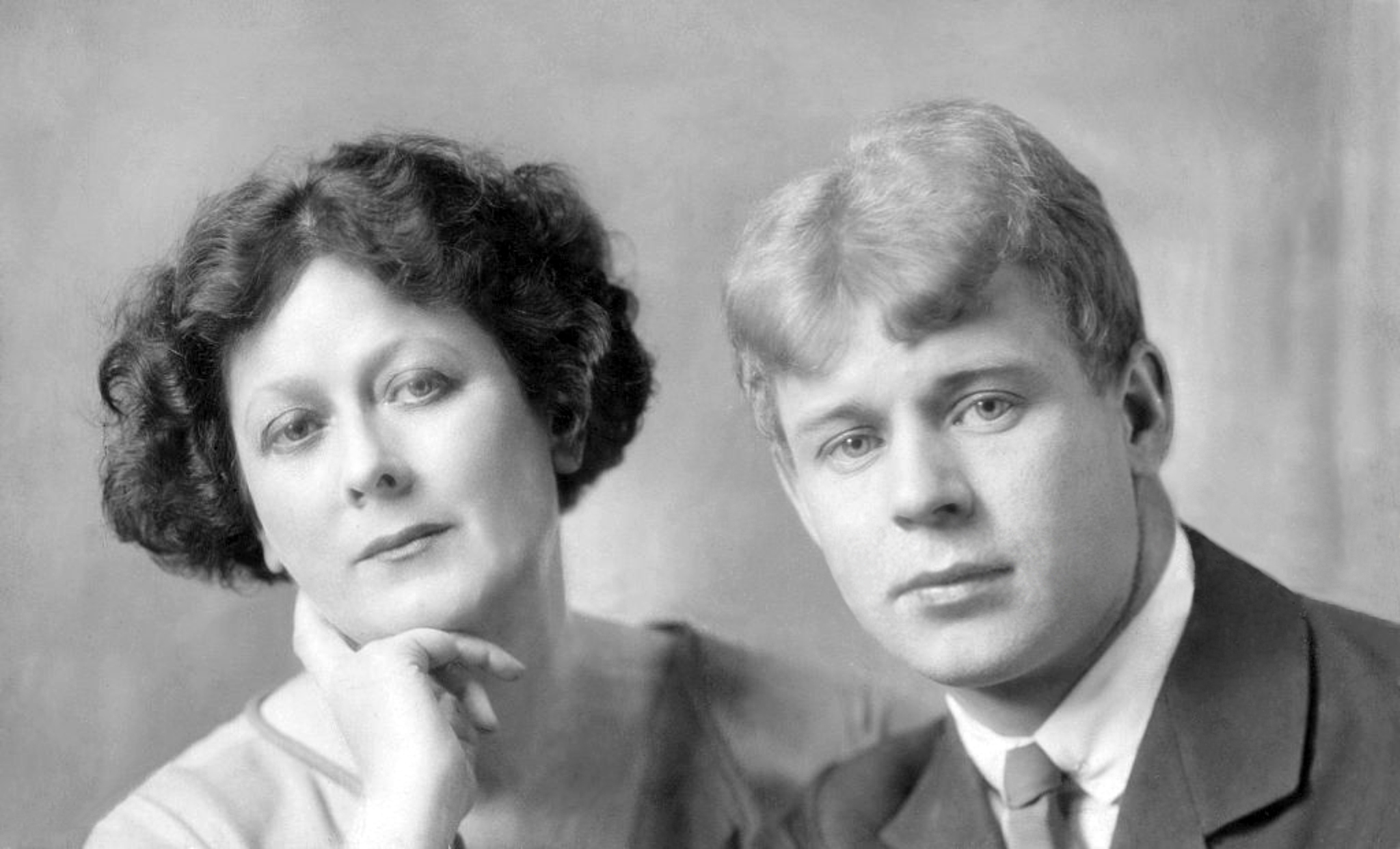
邓肯和叶赛宁

1921年秋天，她在莫斯科时，和比她年轻18岁的苏联诗人叶赛宁相识，1922年5月两人结婚，然后结伴去了欧洲和美国，叶赛宁酒醉后失控的暴力倾向，被国际新闻界广为宣传，夫妻不久分居。1923年5月，叶赛宁返回莫斯科，先后与其他人同居和结婚，两年后他在圣彼得堡的安格雷特里酒店离奇自杀。

## 逝世

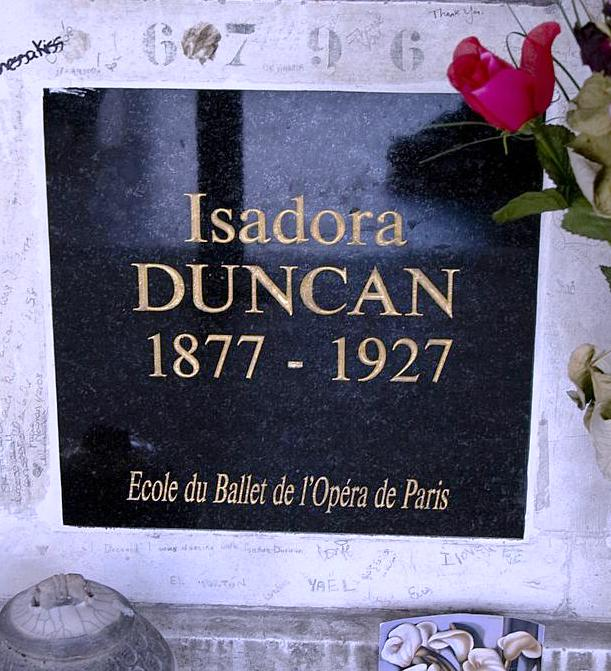
邓肯之墓

邓肯在法国尼斯和朋友聚会后，她的长围巾脱落，被汽车轮绞住，虽然汽车立即停住，但她颈骨骨折身亡，棺木上覆盖着她演出《葬礼进行曲》时穿的紫色斗篷，一面美国国旗和一束大红唐菖蒲花，红色缎带上写着“俄罗斯人民永远悼念你”。火化后她的骨灰安葬在巴黎拉雪兹神父公墓的壁龛中，和她的孩子们在一起。

## 延伸阅读
- De Fina, Pamela. Maria Theresa: Divine Being, Guided by a Higher Order. Pittsburgh: Dorrance, 2003. ISBN 0-8059-4960-7
  - About Duncan's adopted daughter; Pamela De Fina, student and protégée of Maria Theresa Duncan from 1979 to 1987 in New York City, received original choreography, which is held at the New York Library for the Performing Arts at Lincoln Center.
- Duncan, Anna. Anna Duncan: In the footsteps of Isadora. Stockholm: Dansmuseet, 1995. ISBN 91-630-3782-3
- Duncan, Doralee; Pratl, Carol and Splatt, Cynthia (eds.) Life Into Art. Isadora Duncan and Her World. Foreword by Agnes de Mille. Text by Cynthia Splatt. Hardcover. 199 pages. W. W. Norton & Company, 1993. ISBN 0-393-03507-7
- Duncan, Irma. The Technique of Isadora Duncan. Illustrated. Photographs by Hans V. Briesex. Posed by Isadora, Irma and the Duncan pupils. Austria: Karl Piller, 1937. ISBN 0-87127-028-5
- Kurth, Peter. Isadora: A Sensational Life. Little Brown, 2001. ISBN 0-316-50726-1
- Levien, Julia. Duncan Dance: A Guide for Young People Ages Six to Sixteen. Illustrated. Dance Horizons, 1994. ISBN 0-87127-198-2
- Peter, Frank-Manuel (ed.) Isadora & Elizabeth Duncan in Germany. Cologne: Wienand Verlag, 2000. ISBN 3-87909-645-7
- Savinio, Alberto. Isadora Duncan, in Narrate, uomini, la vostra storia. Bompiani,1942, Adelphi, 1984.
- Schanke, Robert That Furious Lesbian: The Story of Mercedes de Acosta. Carbondale, Ill: Southern Illinois Press, 2003.
- Stokes, Sewell. Isadora, an Intimate Portrait. New York: Brentanno's Ltd, 1928.
- Template:Cite sturges